# أوقستي فرانسوا
أوقستي فرانسوا (بالفرنسية: Auguste François)‏ هو دبلوماسي ومصور فرنسي، ولد في 20 أغسطس 1857 في لونفيل في فرنسا، وتوفي في 4 يوليو 1935.